# Jorrel Hato
Jorrel Hato, né le 7 mars 2006 à Rotterdam aux Pays-Bas, est un footballeur international néerlandais qui joue au poste de défenseur central au Chelsea FC.

## Biographie

### En club

#### Ajax Amsterdam
Né à Rotterdam aux Pays-Bas, Jorrel Hato est formé par le club local du Sparta Rotterdam avant de rejoindre l'Ajax Amsterdam. Alors que déjà plusieurs clubs européens s'intéressent à lui, Hato signe son premier contrat professionnel avec l'Ajax le 15 mars 2022. Il est alors lié au club jusqu'en juin 2025.
Il fait ses débuts dans l'Eredivisie, l'élite du football néerlandais, face au SC Cambuur le 5 février 2023. Il entre en jeu à la place d'Owen Wijndal et son équipe s'impose sur le score de cinq buts à zéro.
Hato marque son premier but pour l'équipe première de l'Ajax le 25 novembre 2023 face au Vitesse Arnhem, en championnat. Titulaire ce jour-là, il ouvre le score au bout de trois minutes de jeu, et participe à la victoire de son équipe par cinq buts à zéro.

#### Chelsea FC
Le 3 août 2025, Jorrel Hato quitte l'Ajax Amsterdam pour rejoindre l'Angleterre en signant en faveur du Chelsea FC pour un contrat de sept ans, soit jusqu'en juin 2032. Le montant du transfert est quant à lui estimé à 37 millions de livres, soit plus de 44 millions d'euros,.

### En sélection
Jorrel Hato commence sa carrière internationale avec l'équipe des Pays-Bas des moins de 16 ans. Il joue six matchs entre 2021 et 2022.
Hato joue son premier match avec l'équipe des Pays-Bas espoirs le 8 septembre 2023, contre la Moldavie. Il est titularisé et son équipe l'emporte par trois buts à zéro.
Le 10 novembre 2023, Jorrel Hato, alors âgé de 17 ans, est appelé pour la première fois avec l'équipe nationale des Pays-Bas par le sélectionneur Ronald Koeman. Il est notamment retenu en raison des absences sur blessures de Matthijs de Ligt et Micky van de Ven,. Il honore sa première sélection lors de ce rassemblement, le 21 novembre 2023, contre Gibraltar. Cette apparition fait de lui le cinquième plus jeune joueur de l'histoire des Pays-Bas, à 17 ans et 8 mois

## Statistiques
Ce tableau résume les statistiques en carrière de Jorrel Hato.

| Saison                | Club                  | Championnat           | Championnat | Championnat | Championnat | Coupe(s) nationale(s) | Coupe(s) nationale(s) | Coupe(s) nationale(s) | Compétition(s) continentale(s) | Compétition(s) continentale(s) | Compétition(s) continentale(s) | Compétition(s) continentale(s) | Total | Total | Total |
| Saison                | Club                  | Division              | M.          | B.          | P.d.        | M.                    | B.                    | P.d.                  | Comp.                          | M.                             | B.                             | P.d.                           | M.    | B.    | P.d.  |
| 2022-2023             | Jong Ajax             | Eerste Divisie        | 13          | 1           | 0           | -                     | -                     | -                     | -                              | -                              | -                              | -                              | 13    | 1     | 0     |
| 2022-2023             | Ajax Amsterdam        | Eredivisie            | 11          | 0           | 0           | 4                     | 0                     | 0                     | C1+C3                          | -                              | -                              | -                              | 15    | 0     | 0     |
| 2023-2024             | Ajax Amsterdam        | Eredivisie            | 33          | 1           | 2           | 1                     | 0                     | 0                     | C3+C4                          | 8+4                            | 0+0                            | 1+0                            | 46    | 1     | 3     |
| 2024-2025             | Ajax Amsterdam        | Eredivisie            | 31          | 2           | 6           | 2                     | 0                     | 0                     | C3                             | 17                             | 1                              | 1                              | 50    | 3     | 7     |
| Sous-total            | Sous-total            | Sous-total            | 75          | 3           | 8           | 7                     | 0                     | 0                     | -                              | 29                             | 1                              | 1                              | 111   | 4     | 9     |
| Total sur la carrière | Total sur la carrière | Total sur la carrière | 88          | 4           | 8           | 7                     | 0                     | 0                     | -                              | 29                             | 1                              | 1                              | 124   | 5     | 9     |